# Hyposoter albipes
Hyposoter albipes là một loài tò vò trong họ Ichneumonidae.